# Danket dem Herrn! Wir danken dem Herrn

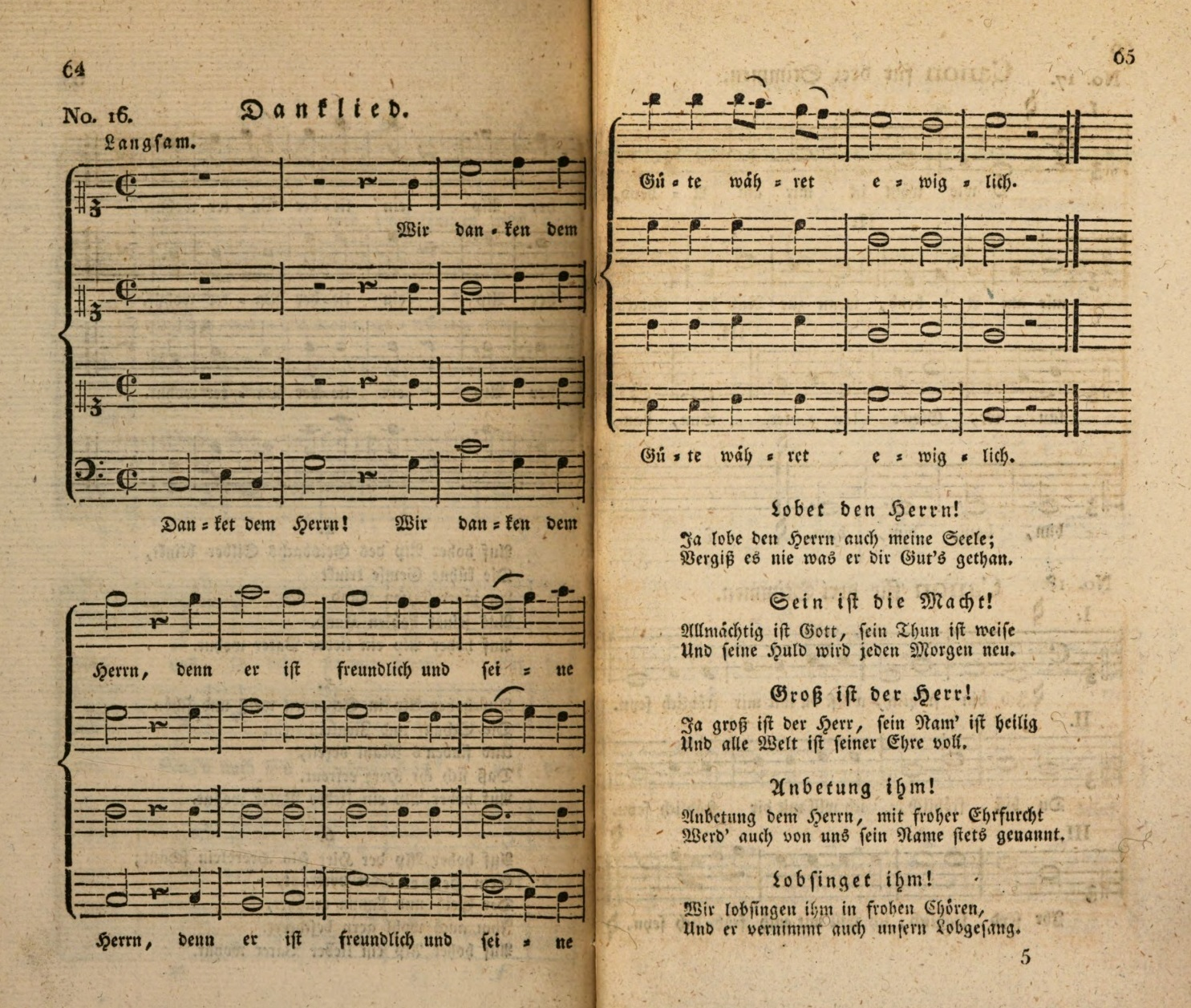
Fassung von 1824

Danket dem Herrn! Wir danken dem Herrn ist ein geistliches Lied von Karl Friedrich Wilhelm Herrosee (Text) und Karl Friedrich Schulz (Melodie).

## Geschichte
Karl Friedrich Wilhelm Herrosee soll den Text um 1810 verfasst haben. Die erste Strophe ist eine wörtliche Übernahme von Psalm 118,1 in der Übersetzung Martin Luthers, erweitert um das bestätigende „Wir danken dem Herrn“. Daraus ergibt sich der Sprachrhythmus, dem in den folgenden Strophen weitere biblische Gottespreisungen, u. a. aus den Psalmen 103 und 105, angepasst werden unter Verzicht auf Reime.
Herrosee stammte aus einer hugenottischen Familie und war in einer französisch-reformierten Gemeinde aufgewachsen, in der traditionsgemäß die Psalmen im Zentrum des Gemeindegesangs standen. Zu dieser Zeit war er als Pfarrer und Superintendent in Züllichau an der Oder (heute Sulechów) tätig. Die Melodie komponierte Karl Friedrich Schulz, der ab 1812 am Züllichauer Königlichen Pädagogium (Steinbart’sche Erziehungs- und Unterrichtsanstalten) und Seminar Gesanglehrer war. Eine erste Fassung findet sich im Leitfaden bey der Gesanglehre nach der Elementarmethode, den Schulz 1812 veröffentlichte. In den späteren Auflagen von 1816 und 1824 erscheint das Lied in leicht überarbeiteter Form, der ursprünglich etwas holprige Rhythmus ist nun flüssiger. Schulz sah vor, dass die erste Kurzzeile, die das Thema jeder Strophe angibt, allein vom Bass (dem Lehrer) gesungen wird, worauf die drei Oberstimmen (die Schüler) beim Rest der Strophe hinzutreten.
Das Lied wurde im 19. Jahrhundert trotz der eher aufklärerischen Orientierung des Autors zunächst in erwecklichen Kreisen und der Gemeinschaftsbewegung rezipiert. Die heutige Melodiefassung unterscheidet sich von Schulz’ Original durch die Wiederholung der letzten Textzeile und weicht in der vierten Zeile von der Vorlage ab; auch der Chorsatz ist verschieden. Diese Änderungen stammen vermutlich nicht von Schulz. Diese Fassung ist erstmals in Johann Heinrich Volkenings Kleiner Missionsharfe von 1852 belegt. In ein landeskirchliches Gesangbuch wurde es erstmals 1883 in Sachsen aufgenommen, dort in der Abteilung Geistliche Volkslieder. Auch das Deutsche Evangelische Gesangbuch von 1915 zählt es zu den „nicht für den Gemeindegottesdienst“ bestimmten Liedern (Nr. *7). Im Evangelischen Kirchengesangbuch war es nicht enthalten. Im Evangelischen Gesangbuch von 1993 steht es unter der Nr. 333. Im freikirchlichen Gesangbuch Feiern & Loben ist das Lied unter der Nummer 61 verzeichnet, im Mennonitischen Gesangbuch unter der Nummer 25.
Im Lobpreis-Vokabular des Liedes, seinen präsentischen Formulierungen, seiner Emotionalität sowie im schlichten, einprägsamen Satz sieht Andreas Marti eine Nähe zu modernen Lobpreis- und Anbetungs-Liedern.
Eine englische Übersetzung Thank ye the Lord schuf Herbert Brueckner (1866–1942). Sie erschien 1918 im Wartburg Hymnal: for church, school and home der Norwegian Lutheran Church of America und 1922 in Select Songs for School and Home der Lutheran Church – Missouri Synod.

## Text
Danket dem Herrn!

Wir danken dem Herrn,

denn er ist freundlich, und seine Güte währet ewiglich,

sie währet ewiglich, sie währet ewiglich.
(Psalm 118,1 : Danket dem Herrn; denn er ist freundlich, und seine Güte währet ewiglich.)
Lobet den Herrn! Ja, lobe den Herrn

auch meine Seele; vergiss es nie was er dir Guts getan,

was er dir Guts getan, was er dir Guts getan!
(Psalm 103,2 : Lobe den Herrn, meine Seele, und vergiss nicht, was er dir Gutes getan hat.)
Sein ist die Macht!

Allmächtig ist Gott;

sein Tun ist weise, und seine Huld ist jeden Morgen neu,

ist jeden Morgen neu, ist jeden Morgen neu!
(Klagelieder 3,22–23 : Seine Barmherzigkeit hat noch kein Ende, sondern sie ist alle Morgen neu.)
Groß ist der Herr;

ja groß ist der Herr;

sein Nam ist heilig, und alle Welt ist seiner Ehre voll,

ist seiner Ehre voll, ist seiner Ehre voll!
(Jesaja 6,3 : Heilig, heilig, heilig ist der HERR Zebaoth, alle Lande sind seiner Ehre voll! )
Betet ihn an!

Anbetung dem Herrn;

mit hoher Ehrfurcht werd auch von uns sein Name stets genannt,

sein Name stets genannt, sein Name stets genannt!

Singet dem Herrn!

Lobsinget dem Herrn

in frohen Chören, denn er vernimmt auch unsern Lobgesang,

auch unsern Lobgesang, auch unsern Lobgesang!